# Aderus fijianus
Aderus fijianus é uma espécie de inseto besouro da família Aderidae. Foi descrita cientificamente por George Charles Champion em 1924.

## Distribuição geográfica
Habita nas Ilhas Fiji.